# Laura De Neve
Laura De Neve, née le 9 octobre 1994, est une footballeuse internationale belge qui joue au poste de défenseure centrale au RSC Anderlecht. 

## Biographie

### En club
Lors de la saison 2021-2022, elle devient championne de Belgique avec le RSC Anderlecht.

### En sélection
Le 20 juin 2022, elle est sélectionnée par Ives Serneels pour disputer l'Euro 2022.

## Palmarès
- Championne de Belgique en 2018 et 2019
- Vainqueur de la Coupe de Belgique en 2013
- Finaliste de la Coupe de Belgique en 2016 et en 2017

 Équipe de Belgique
- Pinatar Cup (1) :
  - Vainqueur : 2022.